# Przejście graniczne Pilszcz-Opava
Przejście graniczne Pilszcz-Opava – polsko-czeskie przejście graniczne małego ruchu granicznego położone w województwie opolskim, w powiecie głubczyckim, w gminie Kietrz, w miejscowości Pilszcz, zlikwidowane w 2007.

## Opis
Przejście graniczne Pilszcz-Opava zostało utworzone w latach 90. wieku. Czynne było w godz. 6.00–22.00. Dopuszczony był ruch pieszych, rowerzystów, motorowerami o pojemności skokowej silnika do 50 cm³ i transportem rolniczym. Odprawę graniczną i celną wykonywały organy Straży Granicznej. Doraźnie kontrolę graniczną i celną osób towarów oraz środków transportu wykonywała Strażnica SG w Pilszczu.
Do przejścia po polskiej stronie można było dojechać drogą wojewódzką nr 420.
21 grudnia 2007 na mocy układu z Schengen przejście graniczne zostało zlikwidowane.

## Galeria

Przejście graniczne Pilszcz-Opava
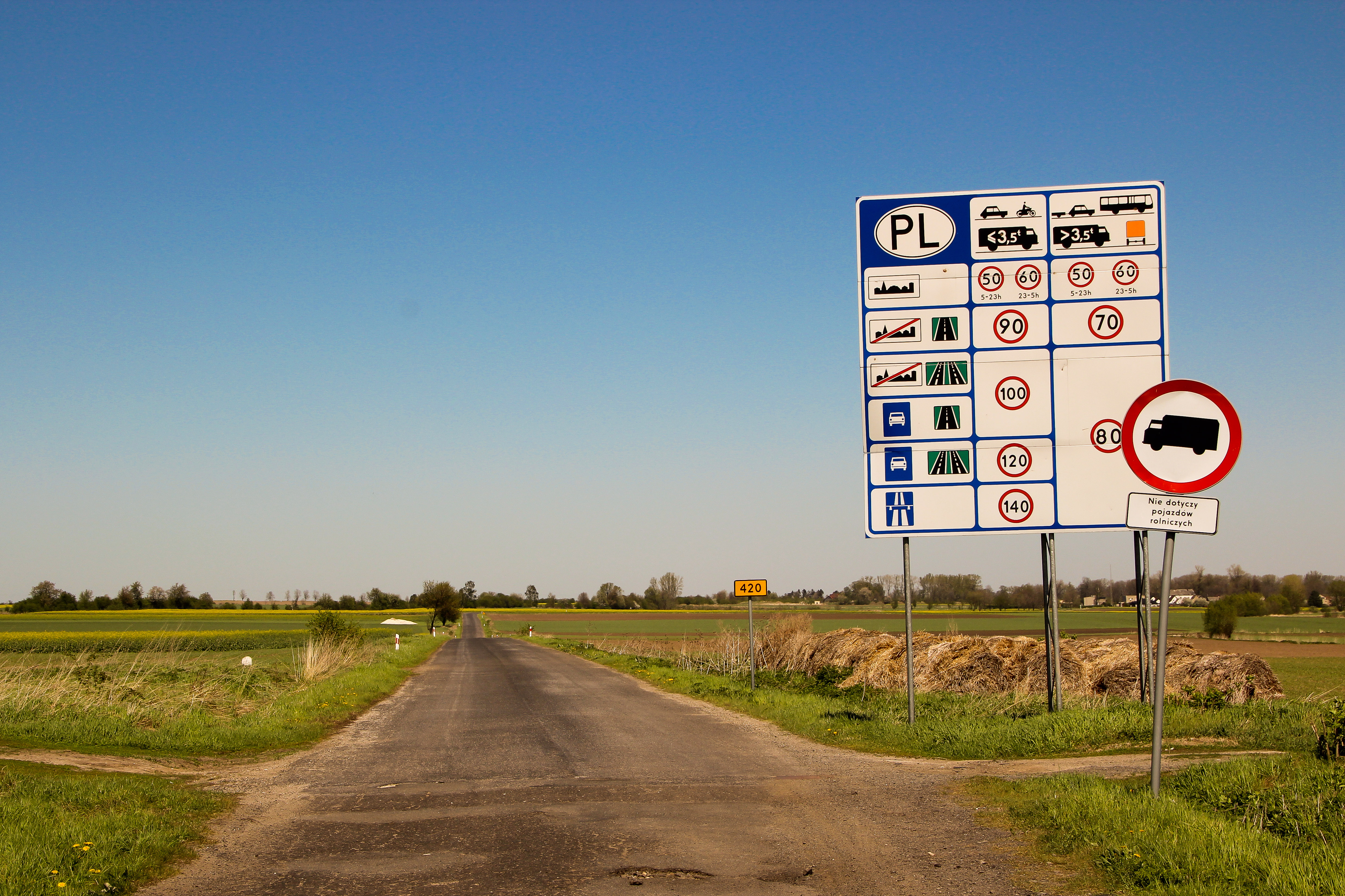
Droga wojewódzka nr 420 w rej. przejścia granicznego (kwiecień 2012)
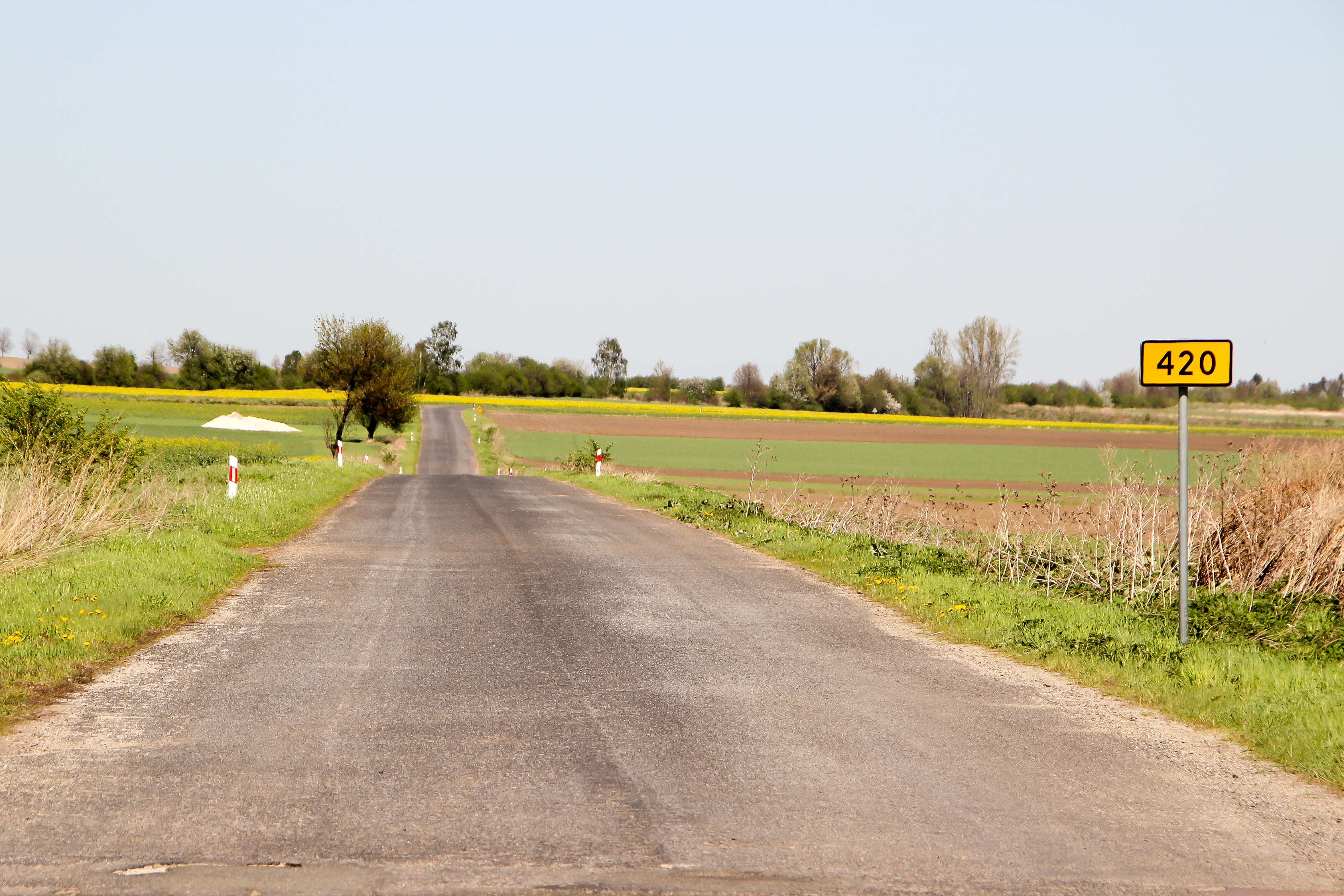
Droga wojewódzka nr 420 w rej. przejścia granicznego (kwiecień 2012)